# آتلی اورواشون
آتلی اورْواشون (ایسلندی: Atli Örvarsson؛ زادهٔ ۷ ژوئیهٔ ۱۹۷۰) آهنگساز، رهبر ارکستر، موسیقی‌دان و ترانه‌پرداز اهل ایسلند است. وی از سال ۲۰۰۰ میلادی تاکنون مشغول فعالیت بوده‌است.

## گزیدهٔ آثار

### سینما
- نقطه برتری (۲۰۰۸)
- بابلیون ای.دی (۲۰۰۸)
- رمز مجهول (۲۰۰۹)
- نوع چهارم (۲۰۰۹)
- فصل جادوگری (۲۰۱۱)
- عقاب (۲۰۱۱)
- ابزارهای مرگبار: شهر استخوان‌ها (۲۰۱۳)
- مرد کامل (۲۰۱۵)
- قوچ‌ها (۲۰۱۵)
- بلال: نژاد جدید قهرمان (۲۰۱۶)
- آستانه هفده‌سالگی (۲۰۱۷)
- محافظ یک آدم‌کش (۲۰۱۷)
- چگونه پایان می‌پذیرد (۲۰۱۸)
- مسابقه آواز یوروویژن: داستان حماسه آتش (۲۰۲۰)
- محافظ همسر یک آدم‌کش (۲۰۲۱)

### تلویزیون
- شیکاگو فایر (۲۰۱۲ تا کنون)
- شیکاگو پی.دی. (۲۰۱۴ تا کنون)
- دفاع از جیکوب (۲۰۲۰)
- سیلو (۲۰۲۲)